# Sósvertike, Baranya
Sósvertike este un sat în districtul Sellye, județul Baranya, Ungaria, având o populație de 187 de locuitori (2011). 

## Demografie
Componența etnică a satului Sósvertike
     Maghiari (80,37%)
     Romi (12,15%)
     Croați (5,61%)
     Germani (1,87%)
Componența confesională a satului Sósvertike
     Romano-catolici (77,01%)
     Reformați (7,49%)
     Fără religie (4,81%)
     Necunoscută (10,7%)
Conform recensământului din 2011, satul Sósvertike avea 187 de locuitori. Din punct de vedere etnic, majoritatea locuitorilor (80,37%) erau maghiari, existând și minorități de romi (12,15%), croați (5,61%) și germani (1,87%).  Din punct de vedere confesional, majoritatea locuitorilor (77,01%) erau romano-catolici, existând și minorități de reformați (7,49%) și persoane fără religie (4,81%). Pentru 10,7% din locuitori nu este cunoscută apartenența confesională.